# Fonds régional d'investissement jeunesse
Les Fonds régionaux d'investissement jeunesse (FRIJ) sont des fonds financés par le gouvernement du Québec afin de soutenir des initiatives locales et régionales destinées aux jeunes.
Gérés par les vingt-et-un forums jeunesses régionaux du Québec, ils ont été créés en 2002 et reconduits en 2006 et 2009 avec un budget annuel de 10 millions de dollars. Les projets financés par le fonds sont en lien avec les priorités des Forums jeunesses régionaux.
Les FRIJ ont été reconduits en 2009 dans le cadre de la Stratégie d'action jeunesse 2009-2014 du gouvernement du Québec.
Les FRIJ ont été abolis en avril 2015 par le gouvernement du Québec.